# Anselmus de Boodt
Anselmus de Boodt conegut amb el seu nom llatinitzat de Boëtius o Boetius, (Bruges 1550 -21 de juny 1632) va ser un humanista i científic del comtat de Flandes. Va publicar sobre química, medicina, botànica i mineralogia. Ver ser el primer que ha publicat una descripció sistemàtica dels minerals. A més, va dibuixar el mateix moltes il·lustracions dels seus llibres.

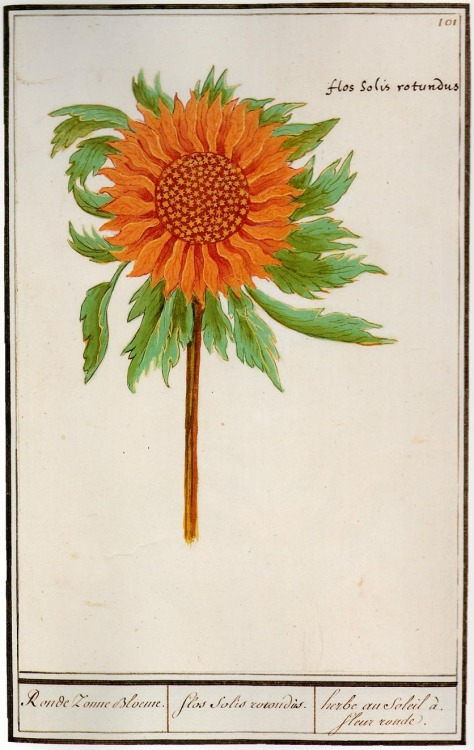
Gira-sol

Va néixer a Bruges d'una família catòlica benestant. Primer va estudiar dret a Lovaina i després se'n va anar a estudiar medicina amb Thomas Erastus (1524 – 1583) a la Universitat de Heidelberg i va obtenir el doctorat a la Universitat de Pàdua.

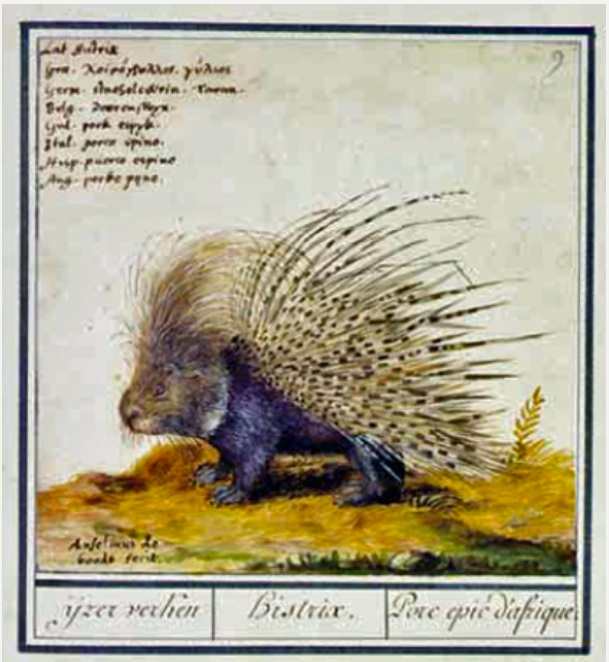
Porc espí del Cap

De 1580 a 1583 va ser pensionari del consell de Flandes a Bruges. El 1583 Guillem de Rosenberg (1535-1592), el castellà de Bohèmia va convidar-lo a Praga com metge de la seva cort. El 1604 va succeir a Rembert Dodoens com arquiatre de l'emperador Rodolf II. Es va ocupar de la llarga col·lecció de minerals de l'emperador.
Quan Rodolf va morir el 1612 va tornar a Bruges i continuar com pensionari fins a la seva mort el 1632.
Obres
- Gemmarum et lapidum historia (en llatí), 1609.[Enllaç no actiu] Història de les gemmes i pedres
- Anselmi Boëtii de Boot florum, herbarum, ac fructuum selectiorum icones, & vires pleraeq. hactenus ignotae (1640) una edició postuma pel seu amic Olivier de Wree amb 60 dibuixos de plantes coloriats.